# Мечта за любов (теленовела, 1993)
Мечта за любов (на испански: Sueño de amor) е мексиканска теленовела, режисирана и продуцирана от Хосе Рендон за Телевиса през 1993 г. Версията, написана от Химена Суарес, е базирана на теленовелата La gata от Кармен Даниелс въз основа на едноименната радионовела от Инес Родена.
В главните роли са Омар Фиеро и Анхелика Ривера, а в отрицателните – Серхио Басаниес, Синтия Клитбо, Фернандо Лухан, Малена Дория, Ектор Суарес Гомис и Гилермо Сарур.

## Сюжет
Социалните различия и лошотията на една жена пречат на Исабел да осъществи мечтата си за любов. Двама мъже се борят за любовта ѝ: Маурисио, богат, приятен и чувствителен мъж, и Антонио, беденият ѝ съсед, който завършва юридическото си образование. Исабел се омъжва за Маурисио, но семейството му се противопоставя на брака им и я прогонва от дома им. По-късно Исабел открива истинската същност на съпруга си, който е слаб, истеричен и неспособен да преодолее житейските трудности, а в допълнение – много е ревнив.
Исабел е отгледана в бедност от болния си дядо Анселмо и съпругата му, злата Аурелия, която в действителност е скрила голямо богатство, спечелила го от дейността си като лихварка. Аурелия обеща на Начо, кайто е пияница, че ще се ожени за Исабел, ако ѝ даде пари. След сватбата, по заповед на Аурелия, бандата на Пончо отвлича Исабел и я отвежда при Начо, за да я изнасили. Но когато Исабел се бори с него, някой стреля и го убива, а след това тялото му изчезва... Исабел е арестувана и обвинена в убийство. Маурисио я изоставя и се връща да живее при семейството си. Само Антонио вярва в невинността ѝ и я защитава по време на съдебния процес. Оправдана е, бракът ѝ с Маурисио е анулиран и тя изживява своята мечта за любов с Антонио.

## Актьори
- Анхелика Ривера – Исабел Гонсалес Ернандес
- Омар Фиеро – Антонио Монтенегро
- Серхио Басаниес – Маурисио Монтенегро Ферер
- Фернандо Лухан – Ернесто Монтенегро
- Синтия Клитбо – Ана Луиса Монтенегро Ферер
- Гилермо Сарур – Начо Пилар
- Малена Дория – Аурелия Рейес Гомес де Ернандес
- Тони Карбахал – Анселмо Ернандес
- Тони Браво – Карло Ломбардо
- Ектор Суарес Гомис – Пончо Вера
- Мария Фернанда Гарсия – Лихия Ескаланте
- Мече Барба – Тереса
- Росанхела Балбо – Марсела де Монтенегро
- Бруно Бичир – Франко Джордано
- Еухенио Кобо – Федерико
- Лаура Марти – Нора
- Рафаел Банкелс мл. – Мануел
- Фидел Гарига – Адриан
- Мария Прадо – Мария
- Франсиско Авенданьо – Армандо
- Раул Аскенаси
- Роса Мария Бианчи
- Хосе Луис Алмада
- Алхонсо Барклай
- Освалдо Дория
- Жаклин Хибс
- Тони Марсин
- Фернандо Монтенегро
- Сара Монтес
- Ектор Рубио
- Атина Теодоракис
- Моника Валдес
- Индра Суно
- Сесилия Габриела

## Премиера
Премиерата на Мечта за любов е на 17 май 1993 г. по Canal de las Estrellas. Последният 70. епизод е излъчен на 20 август 1993 г.

## Екип
- Оригинална история – Инес Родена
- Версия – Химена Суарес
- Въз основа на адаптацията от Кармен Даниелс
- Музикална тема – Sueño de amor
- Автор – Ференц Лист
- Филмова музика – Хорхе Авенданьо
- Сценография – Мигел Анхел Медина, Хосе Гуадалупе Сориано
- Декор – Габриела Лосано
- Координатор продукция – Виктор Мануел Кабайос
- Директор продукция – Роберто Гомес Фернандес
- Оператор – Хорхе Мигел Валдес
- Втори режисьор – Гения Мар
- Режисьор и изпълнителен продуцент – Хосе Рендон

## Награди и номинации
Награди TVyNovelas (1994)
| Категория                 | Личност         | Резултат   |
| ------------------------- | --------------- | ---------- |
| Най-добро женско откритие | Анхелика Ривера | Номинирана |

## Версии
Мечта за любов е базирана на радионовелата La gata от Инес Родена. Върху същата история се основават и следните теленовели:
- Ella, la gata, аржентинска теленовела от 1967 г., продуцирана от Хасинто Перес Ередия, с участието на Марта Гонсалес и Енрике Липорасе.
- La gata, венецуелска теленовела от 1968 г., с участието на Пеги Уолкър и Маноло Коего.
- La gata, мексиканска теленовела от 1970 г., адаптирана от Естела Калдерон и Кармен Даниелс и продуцирана от Валентин Пимщейн за Телевиса, с участието на Мария Ривас и Хуан Ферара.
- Звяр, мексиканска теленовела от 1983 г.продуцирана от Валентин Пимщейн за Телевиса, с участието на Виктория Руфо и Гилермо Капетийо.
- Дивата Роза, мексиканска теленовела от 1987 г., адаптирана от Карлос Ромеро, режисирана от Беатрис Шеридан и продуцирана от Валентин Пимщейн за Телевиса, с участието на Вероника Кастро и Гилермо Капетийо.
- Cara sucia, венецуелска теленовела от 1992 г., продуцирана от Марисол Кампос, с участието на Соня Смит и Гилермо Давила.
- За една целувка, мексиканска теленовела от 2000 г., адаптирана от Габриела Ортигоса и продуцирана от Анджели Несма за Телевиса, с участието на Наталия Есперон и Виктор Нориега
- Muñeca de trapo, венецуелска теленовела от 2000 г., продуцирана от Мигел Анхел Виясмил, с участието на Адриан Делгадо и Карина Ороско.
- Seus olhos, бразилска теленовела от 2004 г., продуцирана от Енрике Мартинс, с участието на Карла Реджина и Тиери Фигейра.
- Pobre diabla, мексиканска теленовела от 2009 г., продуцирана от Фидес Веласко за TV Azteca, с участието на Алехандра Ласкано и Кристобал Ландер.
- Котката, мексиканска теленовела от 2014 г., адаптирана от Калу Гутиерес и продуцирана от Натали Лартио за Телевиса, с участието на Маите Перони и Даниел Аренас.
- Мечта за любов, мексиканска теленовела от 2016 г., продуцирана от Хуан Осорио за Телевиса, с участието на Кристиан де ла Фуенте и Бети Монро.